# Dominique Rollin
Dominique Rollin (ur. 29 października 1982 w Boucherville) – były kanadyjski kolarz szosowy, zawodnik profesjonalnych grup kolarskich Cervélo TestTeam, FDJ i Cofidis, Solutions Crédits.

## Najważniejsze osiągnięcia
- 2005
  - 1. miejsce na 1. etapie Tour de Beauce
- 2006
  -  1. miejsce w Mistrzostwach Kanady (start wspólny)
  - 1. miejsce na 1. etapie Tour de Gironde
- 2007
  - 3. miejsce w Tour of Missouri
  - 3. miejsce w Igrzyskach Panamerykańskich (ITT)
- 2008
  - Zwycięzca klasyfikacji sprinterskiej Tour of California
    - 1. miejsce na 4. etapie

  - 1. miejsce w Rochester Omnium
    - 1. miejsce na 1. etapie

  - 1. miejsce na 1. etapie Tour of Southland
  - 9. miejsce w Tour of Missouri
    - Zwycięzca klasyfikacji górskiej
- 2009
  - 3. miejsce w Scheldeprijs Vlaanderen
  - 5. miejsce w Profronde van Drenthe
- 2010
  - 2. miejsce w Tour du Poitou-Charentes
- 2011
  - 10. miejsce w Dwars door Vlaanderen
- 2013
  - 6. miejsce w Cholet-Pays de Loire